# Stanisław Chomętowski
Stanisław Chomętowski (lub Chomentowski) herbu Lis (ur. 13 grudnia 1673 w Łasku, zm. 31 sierpnia 1728 w Drohobyczu) – hetman polny koronny w latach 1726–1728 i wojewoda mazowiecki od 1706, w 1725 został marszałkiem nadwornym koronnym, ambasador Rzeczypospolitej w Imperium Osmańskim w latach 1712–1714.

## Życiorys
Syn Marcina Chomętowskiego.
Od 1696 roku  starosta radomski, od 1706 roku zwoleński, od 1708 roku drohobycki, zwoliński i złotoryjski. Był elektorem Augusta II Mocnego w 1697 roku. Jeden z najwierniejszych sprzymierzeńców Augusta II Mocnego. Bohater wojny północnej ze Szwedami. Poseł na sejm 1701 roku i sejm z limity 1701-1702 roku z województwa sandomierskiego. W maju 1704 roku brał udział w konfederacji sandomierskiej. Był uczestnikiem Walnej Rady Warszawskiej 1710 roku. 
W 1712 roku mianowany posłem nadzwyczajnym Rzeczypospolitej do Porty Osmańskiej, pertraktował tam w 1713 o wysłanie z Turcji Karola XII. W pertraktacjach pomagał mu Joachim Franciszek Goltz. Za tę „drobną” przysługę dyplomatyczną policzył sobie po powrocie 25 tys. talarów. Rozmowy trwały od września 1713 do 22 kwietnia 1714 roku. Polakom pomagali; dyplomata rosyjski Piotr Szafirow, rezydent austriacki Franz Anselm Fleischmann i poseł francuski Pierre Puchot, a także chan Kaplan Girej, przekupiony przez polskiego posła Piotr Lamara. 22 kwietnia 1714 roku podpisany został traktat między Rzecząpospolitą a Turcją. Turcy zrezygnowali z rewizji traktatu karłowickiego (1699), a Polacy zgodzili się przestrzegać rosyjsko-tureckich postanowień adrianopolskich z 1711; rosyjskie wojska miały zostać wycofane z Polski, a Karol XII miał mieć możliwość przejazdu przez terytorium Polski. Pokój zawarto niemal w ostatniej chwili. Turcja pokazała swą siłę atakując weneckie posiadłości (Morea) w 1716 roku.
Podpisał konstytucję sejmu niemego w 1717.
W 1718 roku wracając z Rzymu, kilka dni przebywał na Jasnej Górze. Obiecał wówczas ufundować główny ołtarz do budowanego kościoła. 70 tysięcy złotych polskich zostało nadesłanych do klasztoru w 1726 roku, a ołtarz konsekrowano 17 listopada 1734 roku.
W 1719/1720 posłował do Rosji. Było to bardzo drogie i okazałe poselstwo. Powrócił przeświadczony o konieczności utrzymywania dobrych stosunków z carem Piotrem I, był bowiem pod wrażeniem rozwoju militarnego i gospodarczego Rosji, który był dziełem cara.
Pochowany został w kościele OO Jezuitów w Samborze. 200 lat później kościół zamieniono na salę koncertową. W południowym ambicie Katedry wawelskiej znajduje się epitafium hetmana z portretem ufundowane w 1768 przez biskupa Franciszka Podkańskiego.

## Literatura dodatkowa
- Władysław Konopczyński: Chomętowski Stanisław. W: Polski Słownik Biograficzny. T. 3: Brożek Jan – Chwalczewski Franciszek. Kraków: Polska Akademia Umiejętności – Skład Główny w Księgarniach Gebethnera i Wolffa, 1937, s. 412–414. Reprint: Zakład Narodowy im. Ossolińskich, Kraków 1989, ISBN 83-04-03291-0